# Aligarh
Aligarh là một thành phố và là nơi đặt hội đồng thành phố (municipal corporation) của quận Aligarh thuộc bang Uttar Pradesh, Ấn Độ.

## Địa lý
Aligarh có vị trí 27°27′B 83°08′Đ / 27,45°B 83,13°Đ Nó có độ cao trung bình là 90 mét (295 feet).

## Nhân khẩu
Theo điều tra dân số năm 2001 của Ấn Độ, Aligarh có dân số 667.732 người. Phái nam chiếm 53% tổng số dân và phái nữ chiếm 47%. Aligarh có tỷ lệ 55% biết đọc biết viết, thấp hơn tỷ lệ trung bình toàn quốc là 59,5%: tỷ lệ cho phái nam là 61%, và tỷ lệ cho phái nữ là 48%. Tại Aligarh, 16% dân số nhỏ hơn 6 tuổi.